# Národní basketbalová liga 2003-2004
La Národní basketbalová liga 2003-2004 è stata la 12ª edizione del massimo campionato ceco di pallacanestro maschile. La vittoria finale è stata ad appannaggio del ČEZ Nymburk.

## Regular season
|     | Squadra             | G  | V  | P  | PF   | PS   | Pt. | Qualificazione      |
| --- | ------------------- | -- | -- | -- | ---- | ---- | --- | ------------------- |
| 1.  | ECM Nymburk         | 22 | 21 | 1  | 2065 | 1713 | 43  | poule scudetto      |
| 2.  | A Plus ŽS Brno      | 22 | 18 | 4  | 1992 | 1756 | 40  | poule scudetto      |
| 3.  | SČE Děčín           | 22 | 14 | 8  | 1976 | 1813 | 36  | poule scudetto      |
| 4.  | Mlékárna Kunín      | 22 | 14 | 8  | 2060 | 1879 | 36  | poule scudetto      |
| 5.  | Opava               | 22 | 13 | 9  | 1917 | 1828 | 35  | poule scudetto      |
| 6.  | USK Praga           | 22 | 10 | 12 | 1695 | 1715 | 32  | poule scudetto      |
| 7.  | NH Ostrava          | 22 | 10 | 12 | 1813 | 1875 | 32  | poule retrocessione |
| 8.  | Triga Brno          | 22 | 9  | 13 | 1765 | 1876 | 31  | poule retrocessione |
| 9.  | SČP Ústí nad Labem  | 22 | 7  | 15 | 1820 | 2016 | 29  | poule retrocessione |
| 10. | Synthesia Pardubice | 22 | 7  | 15 | 1816 | 1982 | 29  | poule retrocessione |
| 11. | Sparta Praga        | 22 | 6  | 16 | 1721 | 1840 | 28  | poule retrocessione |
| 12. | Chomutov            | 22 | 3  | 19 | 1509 | 1856 | 25  | poule retrocessione |

## Seconda fase

### Poule scudetto
|    | Squadra        | G  | V  | P  | PF   | PS   | Pt. | Qualificazione |
| -- | -------------- | -- | -- | -- | ---- | ---- | --- | -------------- |
| 1. | ECM Nymburk    | 32 | 30 | 2  | 3057 | 2544 | 62  | playoffs       |
| 2. | A Plus ŽS Brno | 32 | 24 | 8  | 2889 | 2599 | 56  | playoffs       |
| 3. | Mlékárna Kunín | 32 | 20 | 12 | 2992 | 2785 | 52  | playoffs       |
| 4. | SČE Děčín      | 32 | 18 | 14 | 2756 | 2701 | 50  | playoffs       |
| 5. | Opava          | 32 | 17 | 15 | 2786 | 2743 | 49  | playoffs       |
| 6. | USK Praga      | 32 | 11 | 21 | 2483 | 2590 | 43  | playoffs       |

### Poule retrocessione
|     | Squadra             | G  | V  | P  | PF   | PS   | Pt. | Qualificazione                     |
| --- | ------------------- | -- | -- | -- | ---- | ---- | --- | ---------------------------------- |
| 7.  | NH Ostrava          | 32 | 16 | 16 | 2678 | 2708 | 48  | playoffs                           |
| 8.  | Sparta Praga        | 32 | 15 | 17 | 2619 | 2628 | 47  | playoffs                           |
| 9.  | Triga Brno          | 32 | 13 | 19 | 2543 | 2701 | 45  |                                    |
| 10. | Synthesia Pardubice | 32 | 12 | 20 | 2692 | 2870 | 44  |                                    |
| 11. | SČP Ústí nad Labem  | 32 | 11 | 21 | 2667 | 2896 | 43  |                                    |
| 12. | Chomutov            | 32 | 5  | 27 | 2278 | 2675 | 37  | retrocessa in 1. basketbalová liga |

## Playoffs
|  | Quarti di finale | Quarti di finale | Quarti di finale |                |                | Semifinali | Semifinali | Semifinali |  |  | Finali | Finali  | Finali |
|  |                  |                  |                  |                |                |            |            |            |  |  |        |         |        |
|  | 1.               | Nymburk          | 3                |                |                |            |            |            |  |  |        |         |        |
|  | 8.               | Sparta Praga     | 0                |                |                |            |            |            |  |  |        |         |        |
|  | 8.               | Sparta Praga     | 0                |                | 1.             | Nymburk    | 3          |            |  |  |        |         |        |
|  |                  |                  |                  |                | 1.             | Nymburk    | 3          |            |  |  |        |         |        |
|  |                  | 4.               | Opava            | 0              |                |            |            |            |  |  |        |         |        |
|  | 4.               | 4.               | Opava            | 0              | Opava          | 3          |            |            |  |  |        |         |        |
|  | 4.               |                  |                  |                | Opava          | 3          |            |            |  |  |        |         |        |
|  | 5.               | Děčín            | 1                |                |                |            |            |            |  |  |        |         |        |
|  |                  |                  |                  |                |                |            |            |            |  |  | 1.     | Nymburk | 4      |
|  |                  |                  | 3.               | Mlékárna Kunín | 2              |            |            |            |  |  |        |         |        |
|  | 2.               | Brno             | 3                |                |                |            |            |            |  |  |        |         |        |
|  | 7.               | Nová huť Ostrava | 0                |                |                |            |            |            |  |  |        |         |        |
|  | 7.               | Nová huť Ostrava | 0                |                | 2.             | Brno       | 1          |            |  |  |        |         |        |
|  |                  |                  |                  |                | 2.             | Brno       | 1          |            |  |  |        |         |        |
|  |                  | 3.               | Mlékárna Kunín   | 3              |                |            |            |            |  |  |        |         |        |
|  | 3.               | 3.               | Mlékárna Kunín   | 3              | Mlékárna Kunín | 3          |            |            |  |  |        |         |        |
|  | 3.               |                  |                  |                | Mlékárna Kunín | 3          |            |            |  |  |        |         |        |
|  | 6.               | USK Praga        | 1                |                |                |            |            |            |  |  |        |         |        |

| Národní basketbalová liga 2003-2004 |
| ----------------------------------- |
| ČEZ Nymburk 1º titolo               |

## Squadra vincitrice
| N° | Naz.                   | Ruolo | Sportivo            |      | Alt. |  |
| -- | ---------------------- | ----- | ------------------- | ---- | ---- |  |
| 4  | Rep. Ceca (bandiera)   | P     | Jiří Vorlíček       | 1978 | 184  |  |
| 5  | Rep. Ceca (bandiera)   | C     | Jiří Zídek          | 1973 | 213  |  |
| 6  | Rep. Ceca (bandiera)   | AP    | Pavel Kubálek       | 1971 | 196  |  |
| 8  | Rep. Ceca (bandiera)   | G     | Kamil Řeřábek       | 1982 | 185  |  |
| 9  | Rep. Ceca (bandiera)   | C     | Jiří Trnka          | 1972 | 213  |  |
| 10 | Rep. Ceca (bandiera)   | A     | David Špička        | 1972 | 198  |  |
| 11 | Stati Uniti (bandiera) | P     | Maurice Whitfield   | 1973 | 186  |  |
| 12 | Rep. Ceca (bandiera)   | A     | Radek Nečas         | 1980 | 204  |  |
| 14 | Rep. Ceca (bandiera)   | AP    | Jiří Novotný        | 1977 | 199  |  |
| 15 | Croazia (bandiera)     | G     | Denis Mujagič       | 1969 | 193  |  |
| 33 | Rep. Ceca (bandiera)   | AG    | Stanislav Votroubek | 1981 | 215  |  |
|    | Rep. Ceca (bandiera)   | All.  | Michal Ježdík       |      |      |  |